# XYZ (High and Mighty Color)
XYZ è il sedicesimo singolo degli High and Mighty Color, primo senza la cantante Mākii e la tastierista Mai Hoshimura. È stato pubblicato solo digitalmente l'8 luglio 2009.

## Il disco
Si tratta della prima pubblicazione della band dopo il cambio di etichetta (da Sony Music a Spice Records, avvenuto il 1º gennaio 2009) e dopo l'ingresso di HALCA nella band (avvenuto nel dicembre 2008), e mostra chiaramente il cambio di stile preso dalla band. È il primo singolo estratto dall'album Swamp Man.

## Lista tracce
1. XYZ (HALCA, Yūsuke, Mackaz)  – 3:44

## Formazione
- HALCA – voce
- Yūsuke – voce
- MEG – chitarra solista, pianoforte
- Kazuto – chitarra ritmica
- Mackaz – basso
- SASSY – batteria